# ジャイアント・シュナウザー
ジャイアント・シュナウザー（英: Giant Schnauzer）は、イヌの品種のひとつで、ドイツ原産のシュナウザーの一種。

## 歴史
ドイツの南東部バイエルン地方の牛飼いが、大きく力強い牛追い犬を目指してネズミ狩り犬だったスタンダード・シュナウザーにグレート・デーン、ブービエ・デ・フランドル、さらに力強さを加えるためにロットワイラーなどを交配して作り出された。
長年、バイエルン王国の都ミュンヘンの周辺で畜牛を市場までつれてゆく役目をしていたが、19世紀になると運搬は鉄道に取って代わられ、牛追い犬としての仕事はなくなってしまった。
しかし、今はその大胆不敵な性格から番犬として使われたり、そのりりしい外見からショードックとして用いられている。

## 特徴
長い眉毛、口ひげ、あごひげが印象的である。筋肉質の体で体色はブラックまたはソルト＆ペッパー。
普通は断耳・断尾をされるが、しないことも多い。
体高はおよそ59cmから70cmで、体重はおよそ32kgから35kg（オス・メスとも）。
基本的に健康だが、関節炎にかかりやすい。
性格は賢く従順だが大胆である。

## 参考
『デズモンド・モリスの犬種事典』（誠文堂新光社）デズモンド・モリス著書、福山英也、大木卓訳 誠文堂新光社、2007年 ～383、384ページ